# América y sus mujeres
América y sus mujeres, subtitulado Costumbres, tipos, perfiles biográficos de heroínas, de escritoras, de artistas, de filántropos, de patriotas: Descripciones pintorescas del continente americano, episodios de viaje, antigüedades y bocetos políticos contemporáneos, estudios hechos sobre el terreno, cuadros copiados del natural es un relato de viajes escrito por la española Emilia Serrano de Wilson (¿1843?-1922), conocida también como la baronesa de Wilson, y publicado en 1890. En él, la autora da cuenta de las numerosas figuras femeninas ligadas a la literatura, el arte y la cultura en general que pudo conocer y frecuentar durante sus largas estadías en el continente americano.